# Wilhelm von Brozowski (General)
Wilhelm Karl Bernhard von Brozowski (* 1. März 1852 in Mühlhausen bei Elster, Vogtland; † 1. Februar 1945 in Frankfurt (Oder)) war ein preußischer Generalmajor.

## Leben
Brozowski besuchte das Kadettenkorps und wurde nach dem Beginn des Krieges gegen Frankreich am 9. August 1870 als Portepeefähnrich dem 4. Westfälischen Infanterie-Regiment Nr. 17 der Preußischen Armee überweisen. Mit diesem Verband beteiligte er sich an der Belagerung von Metz sowie den Schlachten bei Orléans und Le Mans. Am 7. Februar 1871 wurde Brozowski zum Sekondeleutnant befördert.
Nach dem Friedensschluss fungierte er für drei Jahre als Adjutant des II. Bataillons und war vom 16. Dezember 1879 bis zum 1. Januar 1880 zur Dienstleistung als Assistent zur Militärschießschule kommandiert. Ende Februar 1880 kam Brozowski erneut zur Militärschießschule und war hier die kommenden Jahre als Adjutant der Lehrabteilung tätig. In dieser Eigenschaft erhielt Brozowski am 20. Januar 1881 seine Beförderung zum Premierleutnant. Als solcher wurde er am 12. Juni 1886 nach Darmstadt in das 1. Großherzoglich Hessische Infanterie- (Leibgarde) Regiment Nr. 115 versetzt. Dort folgte am 5. August seine Beförderung zum Hauptmann sowie am 18. September 1886 die Ernennung zum Chef der 6. Kompanie. Unter Stellung à la suite des Schleswig-Holsteinschen Infanterie-Regiments Nr. 86 wurde Brozowski am 16. April 1889 als Kompanieführer zur Unteroffizierschule Weißenfels versetzt. Daran schloss sich ab dem 17. September 1892 eine Verwendung als Kompaniechef im 1. Hessischen Infanterie-Regiment Nr. 81 an. Am 27. Januar 1894 avancierte Brozowski zum Major. Als solcher war er vom 22. März 1895 bis 21. Juli 1900 Bataillonskommandeur und wurde anschließend mit der Beförderung zum Oberstleutnant zum Stab des 1. Hannoverschen Infanterie-Regiments Nr. 74 versetzt. 
Am 12. September 1902 beauftragte man Brozowski mit der Führung des  Infanterie-Regiments „Herwarth von Bittenfeld“ (1. Westfälisches) Nr. 13 in Münster. Mit seiner Beförderung zum Oberst wurde er am 18. Oktober 1902 zum Regimentskommandeur ernannt. Am 22. April 1905 übergab er das Kommando an seinen Nachfolger Horst von Rosenberg-Gruszczynski. Brozowski wurde daraufhin Kommandant von Glogau. In dieser Stellung erhielt er am 22. März 1907 den Charakter als Generalmajor und wurde zwei Jahre später mit der gesetzlichen Pension zur Disposition gestellt. Während seiner Militärkarriere war Brozowski mit dem Roten Adlerorden II. Klasse mit Eichenlaub sowie dem Kronenorden II. Klasse ausgezeichnet worden.
Seinen Lebensabend verbrachte er in Frankfurt (Oder). Nachdem der Stadt am 26. Januar 1945 zum „Festung“ erklärt wurde, erschoss sich Brozowski am 1. Februar 1945, einen Monat vor seinem 93. Geburtstag. Einen Tag zuvor hatte er seiner Frau und seiner Haushälterin erklärt, er wollte Suizid begehen, um die Festnahme durch der Roten Armee, was ihm als Offizier undenkbar war, zu entgehen.